# Sœurs de Saint-Paul de Chartres
Les Sœurs de Saint Paul de Chartres (en latin Congregatio Sororum Carnutensium a S. Paulo) sont une congrégation religieuse féminine de droit pontifical et le plus ancien institut missionnaire de femmes.

## Historique
La congrégation est fondée sous le titre de filles de l'école en 1696 par le père Louis Chauvet (1664 - 1710) curé de la paroisse de Levesville-la-Chenard. La première communauté est confiée à Marie-Anne de Tilly, cofondatrice de la communauté qui prépare ses jeunes compagnes pour leur mission : instruire les enfants, soigner les malades et visiter les personnes âgées grâce à de petites communautés de deux ou trois sœurs.
En 1708, l'abbé Chauvet confie la communauté croissante des sœurs à Mgr Paul Godet des Marais, évêque de Chartres qui leur attribue une habitation à Saint-Maurice dans les faubourgs de Chartres et leur donne le nom de filles de saint Paul. Après leur transfert, les sœurs étendent leur rayon d'action à de nombreuses petites écoles rurales et se répandent dans d'autres diocèses. En 1727, à la demande Jean-Frédéric Phélypeaux de Maurepas, secrétaire d'État à la Marine, les sœurs se rendent en Guyane et aux Antilles où elles apportent une aide aux déportés et exilés.
Avec la Révolution française, les religieuses sont dispersées et les maisons supprimées, l'institut est réorganisé par Mère Marie Josseaume en 1794. En 1818, elles prennent pied en Martinique et en 1820, en Guadeloupe, à la demande du gouvernement de fournir des infirmières dans les hôpitaux militaires. L'époque marque le début d'un grand élan missionnaire dans le monde entier qui a surtout lieu du milieu du XIXe siècle au milieu du XXe siècle. Après de nouvelles fondations françaises dans le reste de l'Europe (en Allemagne surtout, par la supérieure de Strasbourg ; en Angleterre à Birmingham, directement de Chartres en 1847), les Sœurs s'ouvrent aux missions de l'Extrême-Orient devenant le plus ancien ordre missionnaire de femmes: Thaïlande, Hong Kong (1848), Corée, Chine, Indochine où se distingue Mère Benjamin, Cochinchine occidentale en 1860 (1821-1884), Japon, etc. Les Sœurs reçoivent le décret de louange en 1861 et leurs constitutions sont définitivement approuvées par le Saint-Siège en 1949.
L’Académie française leur décerne le prix de la langue française en 1927 pour l'ensemble de leurs œuvres.

## Fusion

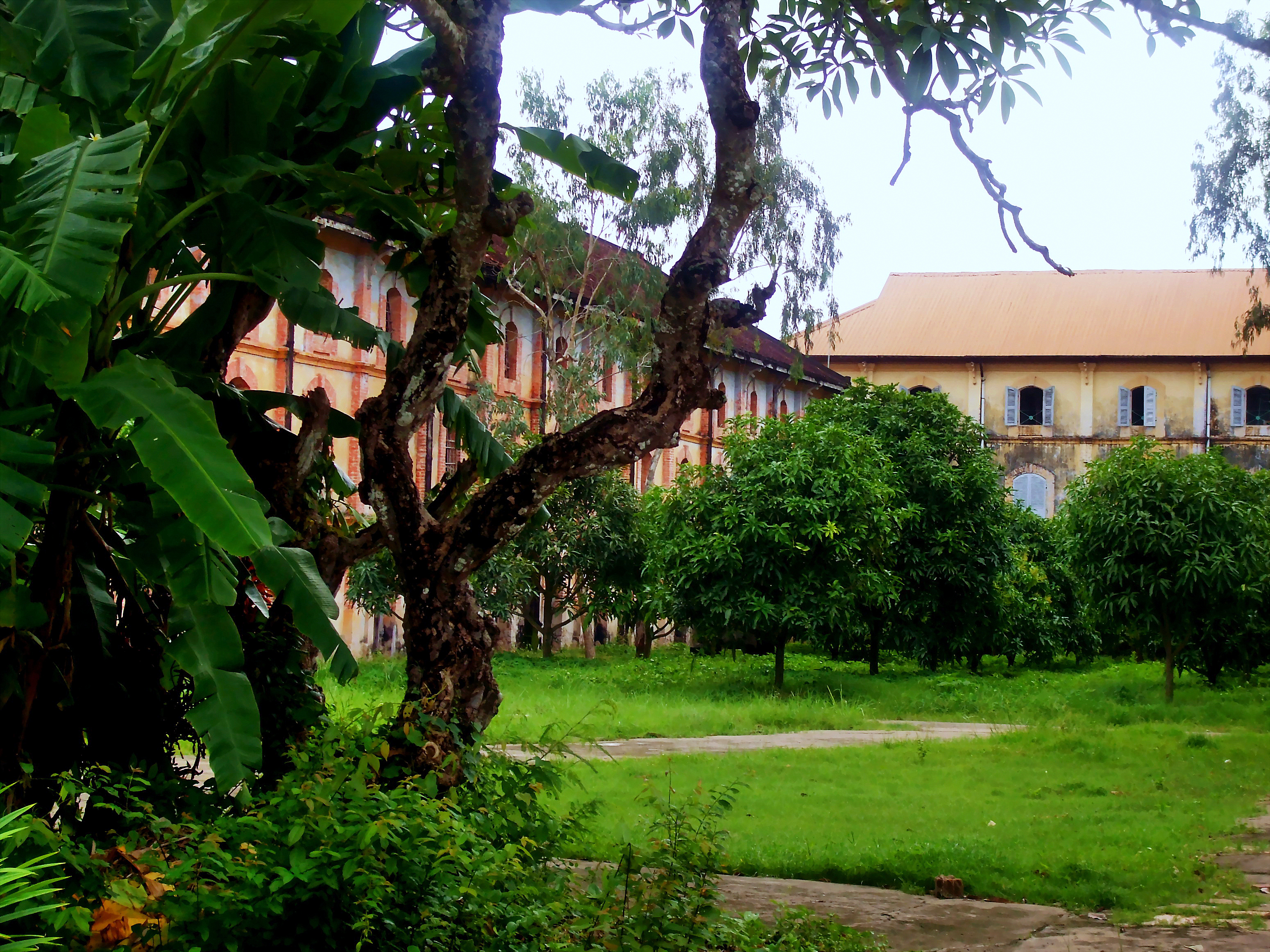
Ancien hospice des religieuses de Saint-Paul de Chartres à Culaogieng au Viêt Nam, aujourd'hui maison de retraite pour religieuses âgées.

Trois congrégations ont fusionné avec les sœurs de Saint-Paul.
- Sœurs de l'Instruction chrétienne de Dourdan fondées par Mme Servin en octobre 1693[7].
- Filles de la Réparation de Gallardon fondées par l'abbé Martin[8].
- Sœurs de Sainte Marie de la Famille[9].

## Activité et diffusion

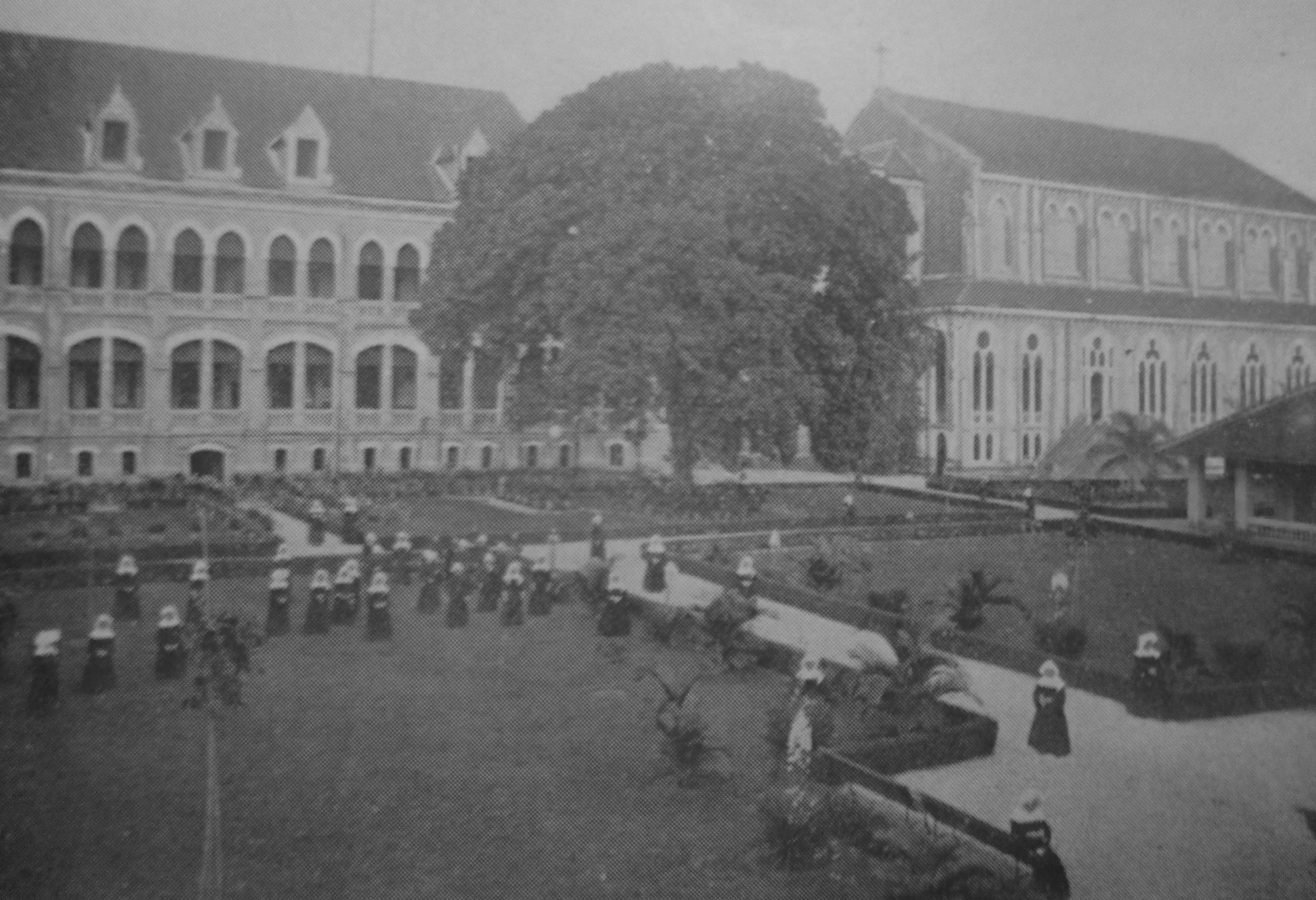
Le couvent de la Sainte-Enfance, à Saigon, un des établissements hospitaliers parmi les plus importants de l'Indochine.

Les Sœurs de Saint Paul de Chartres se consacrent à l'éducation, aux soins des malades et à l'assistance aux pauvres .
Elles sont présentes en:
- Europe : France, Irlande, Italie, Royaume-Uni, Suisse, Ukraine.
- Amérique : Antilles françaises, Brésil, Canada, Colombie, États-Unis, Guyane, Haïti, Pérou.
- Afrique : Cameroun, Centrafrique, Madagascar, Congo
- Asie : Chine, Corée du Sud, Indonésie, Japon, Kazakhstan, Laos, Mongolie, Népal, Philippines, Russie, Taiwan, Thaïlande, Timor oriental, Turquie, Vietnam, Hong-Kong.
- Océanie : Australie.

La maison généralice est à Rome.
En 2017, la congrégation comptait 4143 sœurs dans 607 maisons.